# Вой 7: Восход новой луны
«Вой 7: Восход новой луны» (англ. Howling: New Moon Rising) — американский фильм ужасов 1995 года, снятый режиссёром Клайвом Тёрнером по собственному сценарию. Также Тёрнер сыграл в фильме главную роль. Хотя в титрах указано, что фильм снят по мотивам трилогии, автор которой — Гэри Брэнднер — события картины только отсылают к предыдущим частям и не имеют ничего общего с оригинальным сюжетом.
Слоган картины: «Somewhere Out There a New Terror is Breeding».

## Сюжет
Австралиец Тэд приезжает в маленький городок на Западе, где начинает активно общаться с каждым из жителей, втайне делая записи в своём номере в отеле. Между тем, в окрестностях происходит серия жестоких нападений — местные убеждены, что какое-то крупное животное появилось в их лесах. За расследование берётся детектив полиции, а помощь ему предлагает священник, уверенный, что нападения — дело рук самого настоящего оборотня. Вскоре расследование приводят героев к событиям прошлого, показанного в предыдущих частях саги.

## В ролях
- Клайв Тёрнер — Тэд
- Джон Рамсдэм — Детектив
- Эрнст Кэстер — Эрни
- Джек Хафф — Отец Джон
- Элизабет Шэ — Мэри Лу
- Жаклин Армитаж — Жаклин
- Джим Лозано — Джим
- Роберт Морвелл — Боб
- Джим Брок — Брок
- Шерил Аллен — Шерил
- Салли Гархэм — Ивон
- Клод Аллен — Пэппи
- Гарриэт Аллен — Гарриэт
- Бонни Лагасса — Бонни
- Джек Холдер — Джек

## Связи с другими частями
- Элизабет Шэ появляется в эпизодической роли Мэри Лу Саммерс, фильмов «Вой 5: Возрождение» и «Вой 6: Уродцы». Хотя пребывание на экране не долгое, её героиня играет важную роль в развитии сюжета.
- Роми Виндзор из 4 части («Вой 4») вновь исполняет роль Мэри Адамс, также ненадолго появляясь на экране.
- В начале фильма показаны фрагменты предыдущего фильма сериала, «Вой 6: Уродцы» во время демонстрации вещественных доказательств относительно дела о найденном теле.

## Релиз
Картина вышла на DVD в Великобритании. В США компания «New Line Cinema» фильм не издавала, и на данный момент не существует никакой информации относительно её выпуска. Вероятно, это связано с крайне негативными отзывами на картину. Вероятно это связано с тем фактом, что основная часть фильма — нарезка сцен из предыдущих частей сериала. Также отмечен непрофессиональный уровень актёрской игры практически всех актёров, большинство из которых — местные жители городка Пайониртаун в Южной Калифорнии, взятые в картину прямо со съёмочной площадки. Кроме того, у персонажей даже те же имена, что и у актёров, сыгравших их.